# 마이크로코노돈
마이크로코노돈(Microconodon)은 트라이아스기 후기 현재의 미국 노스캐롤라이나주에서 발견된 키노돈트이다. 마이크로코노돈속는 모식종이자 단일종인 마이크로코노돈 테누이로스트리스(Microconodon tenuirostris)가 속해 있다.

## 어원
'마이크로코노돈'이라는 학명은 '작다' 뜻하는 그리스어 'μικρό'와, '원뿔'을 뜻하는 그리스어 'κώνο'와 '이빨'을 뜻하는 그리스어 'δόντια'에서 유래되었다.